# شهرک والفجر (منطقه ۱۵)

## نام‌گذاری
قبل از انقلاب شهرک والفجر و اسلام‌آباد کنونی، به نام شاه‌آباد شرقی معروف بودند، که پس از پیروزی انقلاب به شهرک والفجر و اسلام‌آباد تغییر نام دادند.

## موقعیت
این شهرک در جنوب شرقی تهران، به عنوان یازدهمین محله منطقه ۱۵ شهرداری تهران است، که قسمتی از آن در ضلع جنوبی ناحیه پنج و بخش اعظم آن در ضلع شمالی محدوده ناحیه شش واقع شده‌است. این شهرک از شمال به محله افسریه و از غرب به محله اسلام‌آباد (تهران)، از شرق به محله مسگرآباد و از جنوب به شهرک مسعودیه منتهی می‌شود.

## تراکم
وسعت این محله حدود ۵/۲۰۸ هکتار است و بالغ بر ۴۵۰۱۸ نفر جمعیت دارد. تراکم ناخالص جمعیت در این محله ۲۱۶ نفر در هکتار است که نشان‌دهنده تراکم بالای جمعیت در این شهرک است. شهرک والفجر از جمله محلاتی است که از حیث سکونت در بخش جنوبی آن دارای بافت مسکونی نسبتاً فرسوده و از نظر کیفی سکونت در سطح متوسط به سر می‌برد.

## سرانه فضای سبز
وجود ۳۵۶۰۲۱ مترمربع فضای سبز، این شهرک را در سطح نسبتاً متوسط از نظر میزان فضای سبز قرار داده‌است. سرانه فضای سبز در شهرک والفجر ۷/۶۷ مترمربع است.